# Berlepsch-amazília
A Berlepsch-amazília (Amazilia viridicauda) a madarak osztályának sarlósfecske-alakúak (Apodiformes) rendjébe és a kolibrifélék (Trochilidae) családjába tartozó faj.

## Rendszerezése
A fajt Hans von Berlepsch német ornitológus írta le 1883-ban, a Leucippus nembe Leucippus viridicauda néven. Egyes szervezetek a Hylocharis nembe sorolják Hylocharis viridicauda néven.

## Előfordulása
Az Andok-hegység keleti lejtőin, Peru területén honos. Természetes élőhelyei a szubtrópusi vagy trópusi síkvidéki és hegyi esőerdők, valamint másodlagos erdők. Állandó, nem vonuló faj.

## Megjelenése
Testhossza 10–11 centiméter, a hím átlagos testtömege 6 gramm, a tojóé 5,5 gramm.

## Életmódja
Nektárral és rovarokkal táplálkozik.

## Természetvédelmi helyzete
Az elterjedési területe nagyon nagy, egyedszáma pedig ismeretlen. A Természetvédelmi Világszövetség Vörös listáján nem fenyegetett fajként szerepel.